# Meridià 3 a l'oest
El meridià 3 a l'oest de Greenwich és una línia de longitud que s'estén des del pol Nord travessant l'oceà Àrtic, Europa, l'oceà Atlàntic, Àfrica, l'oceà Antàrtic, i l'Antàrtida fins al pol Sud.
El meridià 3 a l'oest forma un cercle màxim amb el meridià 177 a l'est. Com tots els altres meridians, la seva longitud correspon a una semicircumferència terrestre, uns 20.003,932 km. Al nivell de l'Equador, és a una distància del meridià de Greenwich de 334 km.

## De Pol a Pol
Començant en el pol Nord i dirigint-se cap al pol Sud, aquest meridià travessa:
| Coordenades                           | País, territori o mar | Notes |
| ------------------------------------- | --------------------- | --- |
| 90° 0′ N, 3° 0′ O / 90.000°N,3.000°O  | Oceà Àrtic            | |
| 81° 49′ N, 3° 0′ O / 81.817°N,3.000°O | Oceà Atlàntic         | |
| 59° 20′ N, 3° 0′ O / 59.333°N,3.000°O | Regne Unit            | Escòcia — illa de Westray |
| 59° 16′ N, 3° 0′ O / 59.267°N,3.000°O | Oceà Atlàntic         | Westray Firth |
| 59° 11′ N, 3° 0′ O / 59.183°N,3.000°O | Regne Unit            | Escòcia — illes de Rousay i Wyre |
| 59° 7′ N, 3° 0′ O / 59.117°N,3.000°O  | Mar del Nord          | Wide Firth |
| 59° 11′ N, 3° 0′ O / 59.183°N,3.000°O | Regne Unit            | Escòcia — illa de Mainland (Orkney) |
| 58° 57′ N, 3° 0′ O / 58.950°N,3.000°O | Scapa Flow            | |
| 58° 49′ N, 3° 0′ O / 58.817°N,3.000°O | Regne Unit            | Escòcia — illa de South Ronaldsay |
| 58° 48′ N, 3° 0′ O / 58.800°N,3.000°O | Mar del Nord          | |
| 57° 40′ N, 3° 0′ O / 57.667°N,3.000°O | Regne Unit            | Escòcia — passa a través de Dundee (a 56° 28′ N, 3° 0′ O / 56.467°N,3.000°O) |
| 56° 12′ N, 3° 0′ O / 56.200°N,3.000°O | Firth de Forth        | |
| 55° 57′ N, 3° 0′ O / 55.950°N,3.000°O | Regne Unit            | Escòcia — passa a l'est d'Edimburg (a 55° 57′ N, 3° 10′ O / 55.950°N,3.167°O) Anglaterra — des de 55° 3′ N, 3° 0′ O / 55.050°N,3.000°O |
| 54° 9′ N, 3° 0′ O / 54.150°N,3.000°O  | Mar d'Irlanda         | Badia de Morecambe |
| 53° 56′ N, 3° 0′ O / 53.933°N,3.000°O | Regne Unit            | Anglaterra — passa a l'oest de Liverpool (a 53° 24′ N, 3° 0′ O / 53.400°N,3.000°O) Gal·les — des de 53° 14′ N, 3° 0′ O / 53.233°N,3.000°O Anglaterra — des de 52° 57′ N, 3° 0′ O / 52.950°N,3.000°O Gal·les — des de 52° 44′ N, 3° 0′ O / 52.733°N,3.000°O Anglaterra — des de 52° 43′ N, 3° 0′ O / 52.717°N,3.000°O Gal·les — des de 52° 21′ N, 3° 0′ O / 52.350°N,3.000°O Anglaterra — des de 52° 19′ N, 3° 0′ O / 52.317°N,3.000°O Gal·les — des de 52° 16′ N, 3° 0′ O / 52.267°N,3.000°O Anglaterra — des de 52° 15′ N, 3° 0′ O / 52.250°N,3.000°O Gal·les — des de 51° 55′ N, 3° 0′ O / 51.917°N,3.000°O |
| 51° 32′ N, 3° 0′ O / 51.533°N,3.000°O | Canal de Bristol      | |
| 51° 20′ N, 3° 0′ O / 51.333°N,3.000°O | Regne Unit            | Anglaterra |
| 50° 42′ N, 3° 0′ O / 50.700°N,3.000°O | Canal de la Mànega    | |
| 48° 46′ N, 3° 0′ O / 48.767°N,3.000°O | França                | |
| 47° 34′ N, 3° 0′ O / 47.567°N,3.000°O | Oceà Atlàntic         | Golf de Biscaia — passa a l'est de Belle-Île-en-Mer, França (a 47° 18′ N, 3° 3′ O / 47.300°N,3.050°O) |
| 43° 23′ N, 3° 0′ O / 43.383°N,3.000°O | Espanya               | passa a l'oest de Bilbao (a 43° 15′ N, 2° 56′ O / 43.250°N,2.933°O) |
| 36° 45′ N, 3° 0′ O / 36.750°N,3.000°O | Mar Mediterrània      | Mar d'Alboran — passa a l'est de l'illa d'Alborán, Espanya (at 35° 57′ N, 3° 2′ O / 35.950°N,3.033°O) |
| 35° 25′ N, 3° 0′ O / 35.417°N,3.000°O | Marroc                | passa a l'oest de l'enclavament de Melilla, Espanya (a 35° 18′ N, 2° 58′ O / 35.300°N,2.967°O) |
| 31° 45′ N, 3° 0′ O / 31.750°N,3.000°O | Algèria               | |
| 23° 51′ N, 3° 0′ O / 23.850°N,3.000°O | Mali                  | passa a través de Timbuktu (a 16° 46′ N, 3° 0′ O / 16.767°N,3.000°O) |
| 13° 40′ N, 3° 0′ O / 13.667°N,3.000°O | Burkina Faso          | |
| 9° 43′ N, 3° 0′ O / 9.717°N,3.000°O   | Costa d'Ivori         | |
| 7° 10′ N, 3° 0′ O / 7.167°N,3.000°O   | Ghana                 | |
| 5° 42′ N, 3° 0′ O / 5.700°N,3.000°O   | Costa d'Ivori         | |
| 5° 6′ N, 3° 0′ O / 5.100°N,3.000°O    | Ghana                 | |
| 5° 4′ N, 3° 0′ O / 5.067°N,3.000°O    | Oceà Atlàntic         | |
| 60° 0′ S, 3° 0′ O / 60.000°S,3.000°O  | Oceà Antàrtic         | |
| 70° 18′ S, 3° 0′ O / 70.300°S,3.000°O | Antàrtida             | Terra de la Reina Maud — reclamada per Noruega |